# François Affia Ambadiang
François Affia Ambadiang (Ombessa, 17 settembre 1993) è un cestista camerunese.

## Carriera
Inizia a giocare a basket nelle giovanili del Sigal Prishtina.
Nel 2011 si trasferisce al Košarkarski klub Škofja Loka, in Slovenia. La stagione successiva firma al Slovan Lubiana.
Nel 2013 si trasferisce alla Pallacanestro Varese, dove nella prima stagione viene utilizzato solo in Eurocup.
Nel 2016 torna in Slovenia allo Slovan Lubiana. Dal 2016 al 2018 approda in Serie C prima con Garcia Moreno 1947 Arzignano quindi con Murgia Basket Santeramo.
Dal 2019 al 2020 è un giocatore dell'Athletic Constanța nella Liga Națională de Baschet Masculin. Nel 2023 torna in campo con la Robur et Fides Somaglia.

## Nazionale
Nel 2017 partecipa al campionato africano disputando tre partite con il Camerun.